# NK Romari Vitez
NK Romari je bosanskohercegovački nogometni klub iz Viteza.

## Povijest
Klub je osnovan 2014. godine kao Škola nogometa (ŠN). Od 30. kolovoza 2018. službeno je preregistriran iz škole nogometa u nogometni klub. Do ljeta 2019. klub je imao samo mlađe uzrasne kategorije, a tada osniva juniorsku i seniorsku momčad.
U sezone 2018./19. Romari se priključuje natjecanju u 2. županijskoj ligi ŽSB. Od sezone 2020./21. natječu se u 1. županijskoj ligi koju već sljedeće sezone osvaju pobjedom u doigravanju za prvaka od 6:0 protiv NK Sport Prevent Bugojno. Pobjedom u doigravanju ostvaruju plasman u Drugu ligu FBiH – Zapad.

## Vanjske poveznice
- romari.ba